# 휴대수하물

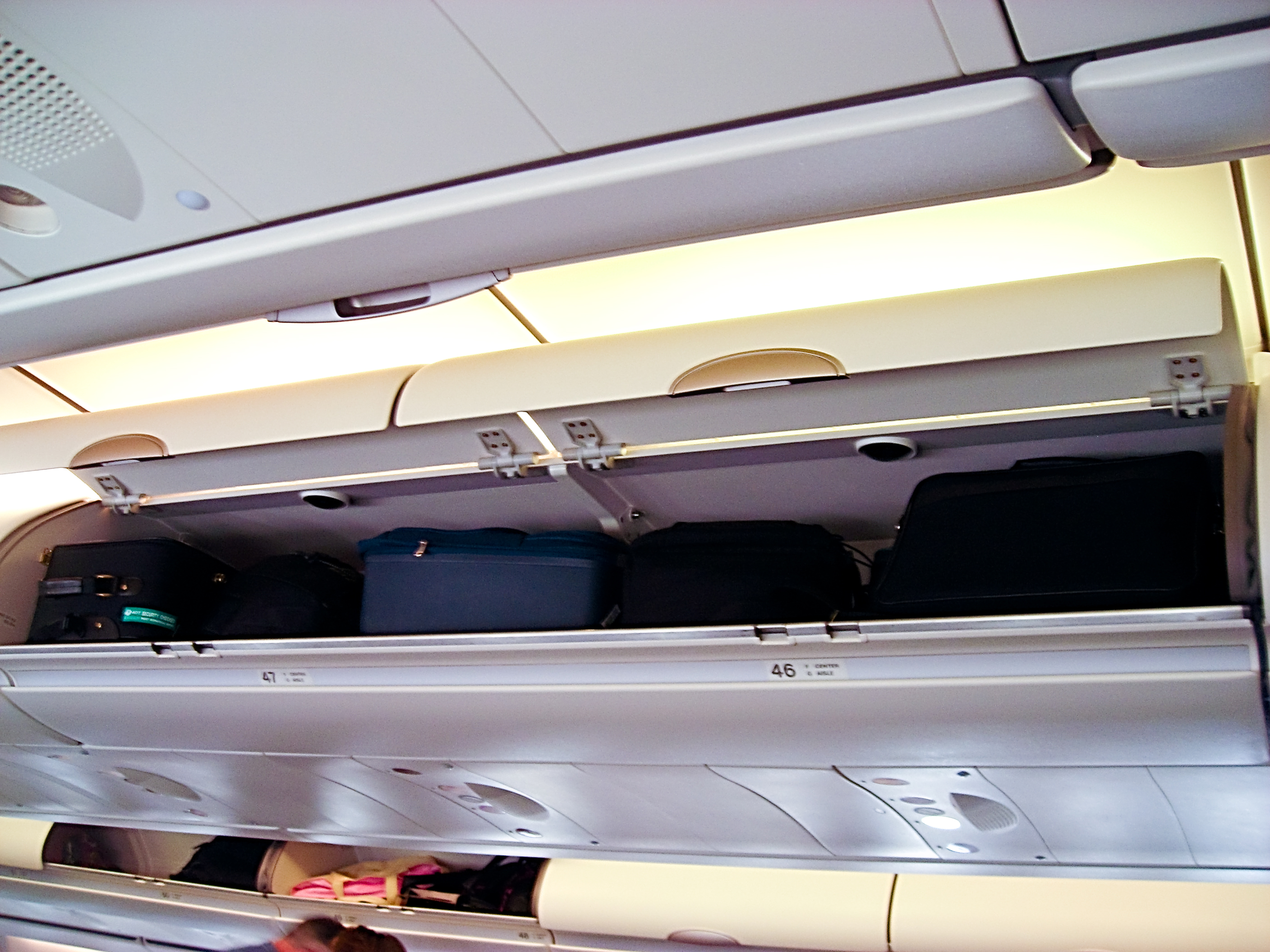
에어버스 A340-600 항공기 이코노미석의 휴대수하물을 넣는 곳인 오버헤드빈

휴대수하물(携帶手荷物)은 승객이 별도의 화물칸 대신 차량의 승객 칸에 휴대할 수 있는 유형의 수하물을 의미한다. 승객은 일반적으로 귀중품과 여행 중에 필요한 품목이 들어 있는 제한된 수의 작은 가방을 차량에 휴대할 수 있다. 일반적으로 좌석 아래나 머리 위 짐칸에 휴대수하물을 위한 보관 공간이 제공된다. 기차는 일반적으로 좌석 위에 짐 선반이 있으며, 객차 끝 문 근처와 같이 짐 전용 공간이 있을 수 있다. 항공기의 휴대수하물은 항공기 내로 가지고 탈 수 있다는 의미에서 기내수하물(機內手荷物)이라고도 부른다.